# Orestias (poisson)
Genre
Orestias est un genre de poissons de l'ordre des Cyprinodontiformes et de la famille des Cyprinodontidae.

## Statut IUCN
Selon l'IUCN, un grand nombre d'espèces que regroupe ce genre Orestias sont au moins classées Vulnérable (VU).

## Liste des espèces
Selon FishBase (1er décembre 2017) :
- Orestias agassizii Valenciennes, 1846
- Orestias albus Valenciennes, 1846
- Orestias ascotanensis Parenti, 1984
- Orestias chungarensis Vila & Pinto, 1987
- Orestias crawfordi Tchernavin, 1944
- Orestias ctenolepis Parenti, 1984
- Orestias cuvieri Valenciennes, 1846
- Orestias elegans Garman, 1895
- Orestias empyraeus Allen, 1942
- Orestias forgeti Lauzanne, 1981
- Orestias frontosus Cope, 1876
- Orestias gilsoni Tchernavin, 1944
- Orestias gloriae Vila, Scott, Mendez, Valenzuela, Iturra & Poulin, 2012
- Orestias gracilis Parenti, 1984
- Orestias gymnota Parenti, 1984
- Orestias hardini Parenti, 1984
- Orestias imarpe Parenti, 1984
- Orestias incae Garman, 1895
- Orestias ispi Lauzanne, 1981
- Orestias jussiei Valenciennes, 1846
- Orestias lastarriae Philippi, 1876
- Orestias laucaensis Arratia, 1982
- Orestias luteus Valenciennes, 1846
- Orestias minimus Tchernavin, 1944
- Orestias minutus Tchernavin, 1944
- Orestias mooni Tchernavin, 1944
- Orestias mulleri Valenciennes, 1846
- Orestias multiporis Parenti, 1984
- Orestias mundus Parenti, 1984
- Orestias olivaceus Garman, 1895
- Orestias parinacotensis Arratia, 1982
- Orestias pentlandii Valenciennes, 1846
- Orestias piacotensis Vila, 2006
- Orestias polonorum Tchernavin, 1944
- Orestias puni Tchernavin, 1944
- Orestias richersoni Parenti, 1984
- Orestias robustus Parenti, 1984
- Orestias silustani Allen, 1942
- Orestias taquiri Tchernavin, 1944
- Orestias tchernavini Lauzanne, 1981
- Orestias tomcooni Parenti, 1984
- Orestias tschudii Castelnau, 1855
- Orestias tutini Tchernavin, 1944
- Orestias uruni Tchernavin, 1944
- Orestias ututo Parenti, 1984